# مارانتائیان
مارانتائیان (Marantaceae) تیره‌ای از زنجبیل‌سانان با حدود ۳۱ سرده و ۵۵۰ گونه از گیاهان علفی چندساله با زمین‌ساقه که بومی جنگلهای گرمسیری مرطوب یا باتلاقی به‌ویژه در آمریکا و آفریقا و آسیا هستند؛ اعضای این تیره تنوع بسیار دارند و گیاهانی نی‌مانند یا علفی با برگهای گسترده یا بوته‌های متراکم به ارتفاع تقریباً دو متر را شامل می‌شوند.

## نگارخانه

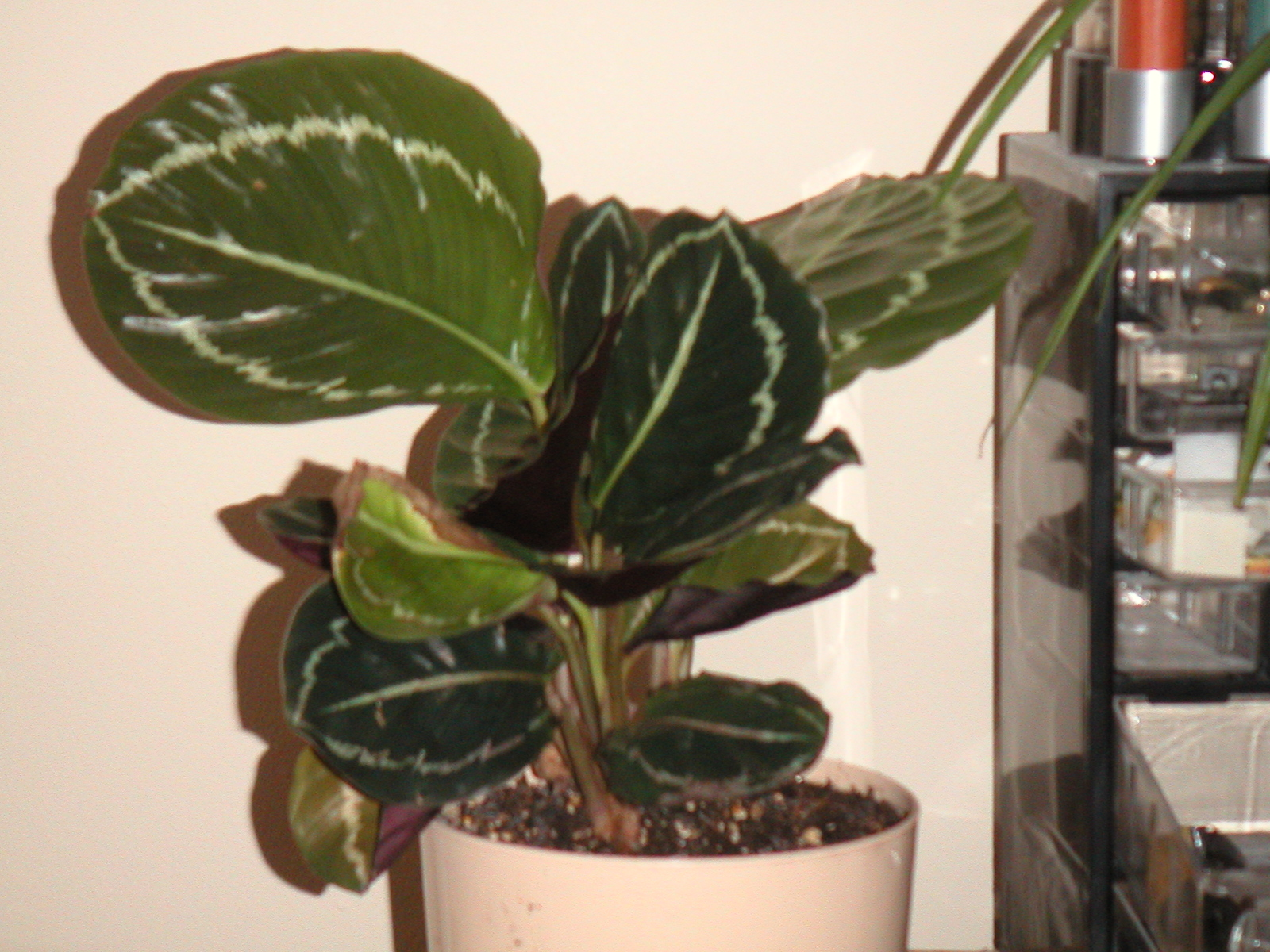
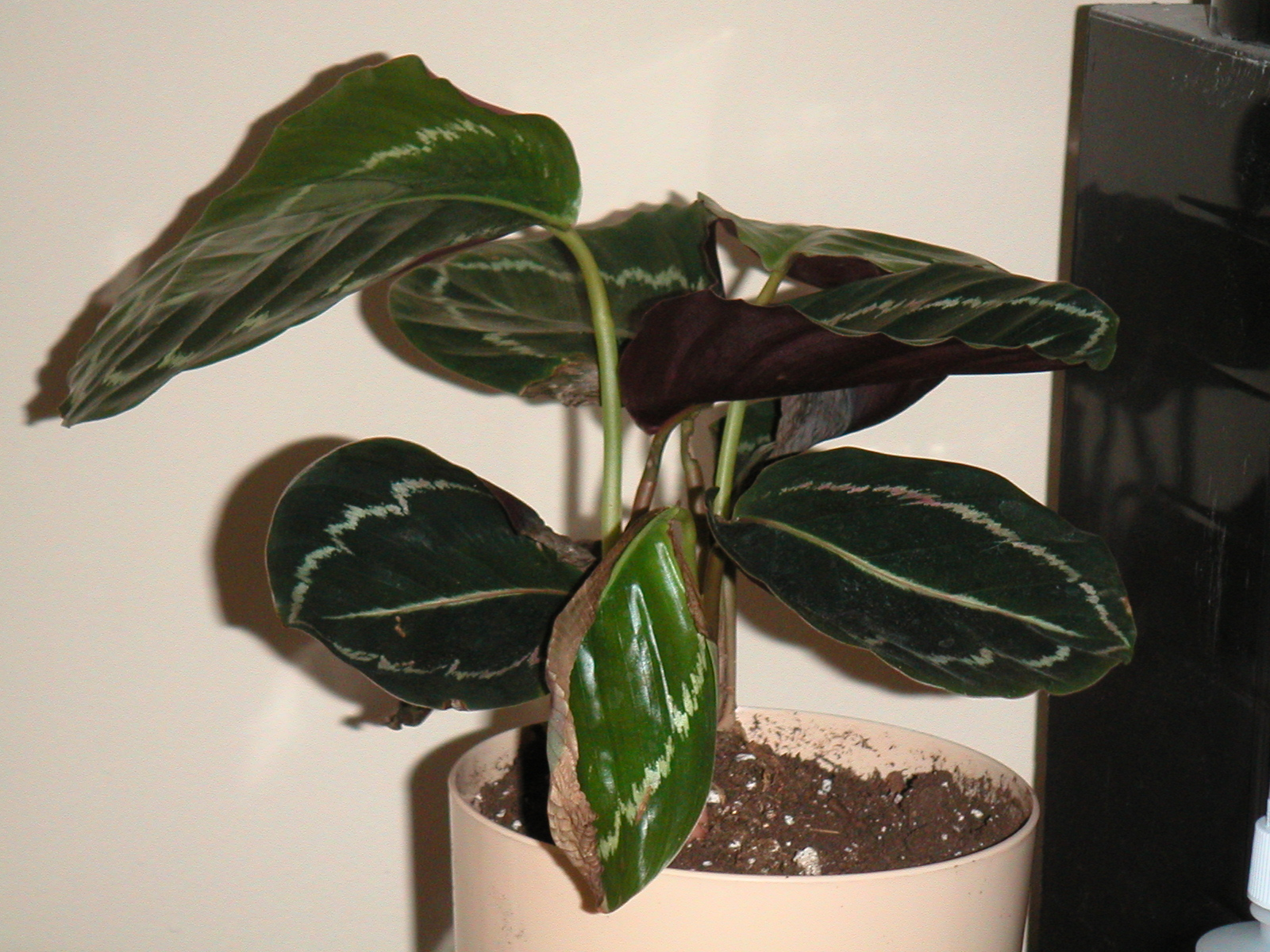